# Leucaspis cordylinidis
Leucaspis cordylinidis är en insektsart som beskrevs av William Miles Maskell 1893. Leucaspis cordylinidis ingår i släktet Leucaspis och familjen pansarsköldlöss. Inga underarter finns listade i Catalogue of Life.